# Diogo Mateus
Pour les articles homonymes, voir Mateus.
Pas d'image ? Cliquez ici

a Compétitions nationales et continentales officielles uniquement.

b Matchs officiels uniquement.
Dernière mise à jour le 17 février 2024.
Diogo Mateus, né le 7 février 1980 à Lisbonne, est un joueur de rugby à XV portugais. Il joue avec l'équipe du Portugal depuis 2004, évoluant au poste de centre.

## Biographie
Diogo Gama fait partie du groupe portugais retenu pour disputer la Coupe du monde 2007 en France. Il dispute trois matchs lors de la compétition.

## Statistiques internationales
- 75 sélections avec le Portugal
- 15 essais, 1 penalty, 78 points
- Sélections par année : 4 en 2000, 5 en 2001, 2 en 2002, 5 en 2003, 9 en 2004, 7 en 2005, 13 en 2006, 11 en 2007, 6 en 2008, 8 en 2009, 5 en 2010.

- Coupe du monde : 2007 (3 matchs).